# 12 mai 1936
Le mardi 12 mai 1936 est le 133e jour de l'année 1936.

## Naissances
- Ed Bogas, compositeur de musique de films
- Frank Stella, artiste américain
- Graziano Battistini (mort le 22 janvier 1994), cycliste italien
- Guillermo Endara (mort le 28 septembre 2009), avocat et homme d'État panaméen
- Ivan Marchuk, artiste ukrainien
- Jean-Pierre Muret (mort le 22 février 2018), historien et urbaniste français.
- Klaus Doldinger, saxophoniste allemand
- Manuel Alegre, poète et homme politique portugais
- Marcellin Theeuwes, moine chartreux

## Décès
- Henri-Robert (né le 4 septembre 1863), juriste, historien et académicien français
- Hu Hanmin (né le 9 décembre 1879), homme politique chinois
- Louis-Camille Maillard (né le 4 février 1878), biochimiste
- Peter Henry Emerson (né le 13 mai 1856), écrivain et photographe britannique

## Événements
- Grève générale en France à l'occasion du Front populaire
- Création du tramway de Prokopievsk
- Premier vol du prototype du chasseur lourd allemand Messerschmitt Bf 110 baptisé Zerstörer.